# Ryan Pivirotto
Ryan Pivirotto est un patineur de vitesse sur piste courte américain.

## Biographie
Il naît le 14 mai 1995 à Ann Arbor. Après avoir fait du hockey, il passe au short-track après avoir regardé les Jeux olympiques de 2010.
Il participe aux jeux olympiques de 2018 sur le relais masculin, où son équipe arrive cinquième. De 2016 à 2018, il vit en Corée du Sud et est entraîné par Jae Su-chun, l'ancien entraîneur américain.
En 2021, il est onzième du 500 mètres et quatorzième du 1000 mètres aux championnats du monde. Il est entraîné par Stephen Gough.
Il participe aux épreuves de patinage de vitesse sur piste courte aux Jeux olympiques de 2022 sur le 1000 mètres et le relais mixte.